# 민주세력동맹
민주세력동맹(불가리아어: Съюз на демократичните сили, 영어: Union of Democratic Forces)은 1989년 불가리아에서 만들어진 정당이다. 현재 지도자는 에밀 카베이바노프이며, 지금까지 불가리아의 정당으로 남아있다.

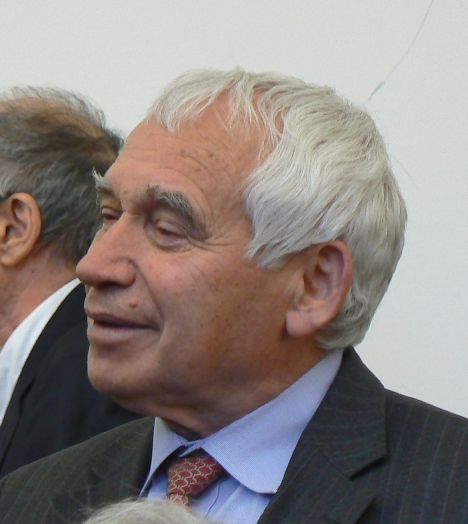
민주세력동맹의 지도자 젤류 젤레프 대통령

## 역사
1989년 12월 7일, 불가리아의 민주주의 도입을 위하여 민주세력동맹이 결성되었다. 이 뜻은 곧 무능한 정부(불가리아 인민 공화국)를 타도하고 새로운 민주주의 국가를 세운다는 것이었다. 불가리아의 독재자 토도르 지프코프는 이미 1달 전에 권력에서 밀려나있었다. 지도자는 젤류 젤레프로 결정했다. 그들은 끈질기게 정부와 싸웠다. 민주세력동맹은 시민들의 많은 지지를 받았고 결국 1990년 2월, 불가리아는 의회의 형성을 인정하였다. 그리고 그해 3월 의원선거에서 압도적이게 민주세력동맹이 다수당이 되었다. 그해 7월 불가리아에서는 정부가 사라지고 민주주의가 도입됐다. 그러나 대통령이 구정부의 페터르 믈라데노프가 되어서 민주세력동맹은 대통령과 대립하였다. 그리고 1달 후 믈라데노프가 사임하고 대통령은 민주세력동맹의 젤류 젤레프가 되었다. 그리고 지금까지 장관, 대통령은 민주세력동맹 출신이 많이 되었다. 그리고 현재 대통령인 로센 플레브넬리에프도 민주세력동맹 출신이다.

### 푸른 연합
2009년, 불가리아 의회 선거에서 SDS(민주세력동맹)과 대불가리아를 위한 민주주의자들(영어:Democrats for a Strong Bulgaria)이 동맹하여 의회의 과반수를 차지하였다. 이것을 불가리아에서는 푸른 동맹이라고 한다.